# 沖縄空手会館
沖縄空手会館（おきなわからてかいかん）は、沖縄県豊見城市の豊見城城址公園内にある施設である。

## 概要
沖縄伝統空手を独自の文化として保存・継承・発展させることを目的に、2017年（平成29年）3月4日に開館された。事業費は約65億円。敷地面積は3.8ヘクタール、延べ床面積は7810平方メートル。施設内は道場のほかにも展示施設やショップ・飲食店も設置されており、空手関係者だけでなく一般の人や観光客も利用できる。

## 空手会館開館までの過程
- 2011年：空手道会館（仮称）整備調査事業
- 2012年：空手道会館（仮称）建設場所選定
- 2013～2014年：空手道開館（仮称）設計
- 2014年：「沖縄空手会館」名称決定
- 2014～2016年：沖縄空手会館新築工事
- 2017年：沖縄空手会館開館

2016年10月に「第6回世界のウチナーンチュ大会」「空手の日」の振興イベントがあるため、当初は空手会館も10月に向けて準備が進められていたが、建設予定地の地盤が緩く、強化対策に時間を要したため完成は2017年に遅れた。

## 館内施設

### 空手道場
- 空手の練習場。（競技コート4面）
- 空手の大会やイベントに使われる。（客席数380席）

### 空手鍛錬室
- 空手のトレーニングをする部屋。
- 空手の鍛錬具が保管されている。

### 研修室
- セミナーや、集会や会議などに対応している。
- 空手以外の使用にも貸し出しており、県民の文化活動に活用している。

### 展示施設
- 空手に関する展示施設。

### 特別道場
- シンボル施設。
- 一般の利用とは区別し、高段者の昇段試験や空手の日等の演武など限定した利用により、尊厳性を高める施設。

### ショップ・飲食コーナー
- 物販や飲食施設などで構成。

## 開催されたイベント
- 2017年4月　国際交流空手大会
- 2018年8月　「第一回沖縄空手国際大会」が開催予定

## 周辺施設
- 豊見城城址公園跡地

## 開館記念切手
開館を記念し、2017年3月5日に、上地流、剛柔流、劉衛流、少林流、小林流と古武道の県指定無形文化財保持者などの人物をモデルとした「沖縄空手会館落成記念」切手シートが発売された。モデルとなった人物は次の10人。
- 友寄隆宏（上地流）
- 比知屋義夫（剛柔流）
- 上原武信（上地流）
- 仲本政博（古武道）
- 安里信秀（上地流）
- 伊波光大郎（古武道）
- 宮城驍（小林流）
- 喜友名朝孝（少林流）
- 佐久本嗣男（劉衛流）
- 阿波根直信（古武道）